# Stephanie Catley
Stephanie Elise „Steph“ Catley (* 26. Januar 1994 in Melbourne) ist eine australische Fußballspielerin, die seit Juli 2020 für Arsenal Women FC aktiv ist. Seit 2012 spielt sie für die australische Fußballnationalmannschaft der Frauen, deren Kapitänin sie ist. Bis 2020 spielte sie im Südsommer in Australien, im Nordsommer zumeist in der NWSL und seit 2020 erstmals in Europa beim Arsenal Women FC.

## Karriere

### Vereine

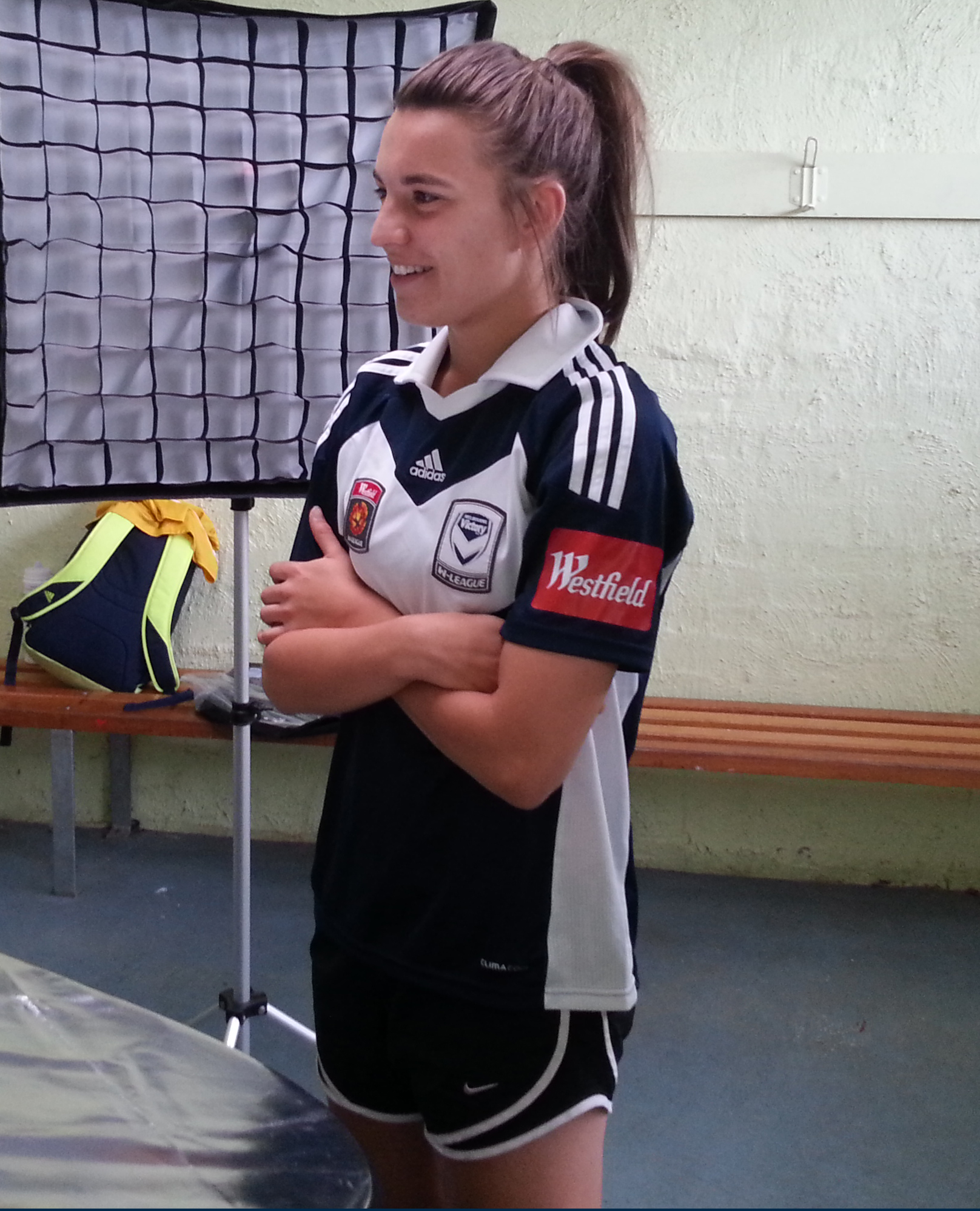
Catley im Trikot von Melbourne Victory (2012)

Catley begann ihre Karriere im Jahr 2009 in der Premierensaison der australischen W-League bei Melbourne Victory, wo sie bis 2014 auf 51 Einsätze kam und ihr Team in der Saison 2013/14 als Mannschaftskapitänin zur ersten Meisterschaft führte. Zur Saison 2014 wechselte sie in die NWSL zum amtierenden Meister Portland Thorns FC und kehrte im September 2014 auf Leihbasis bis zum Jahresende nach Melbourne zurück.
Mit der neugegründeten Frauenmannschaft des Melbourne City FC gewann sie in der Saison 2015/16 ohne Niederlage die Meisterschaft. Auch in den beiden folgenden Spielzeiten konnte der Meistertitel gewonnen werden. In der Saison 2018/19 kam sie aufgrund einer Achillessehnenverletzung nur auf sieben Einsätze und der Verein erreichte erstmals nach drei Finalteilnahmen in Folge nicht das Finale. Im australischen Winter spielte sie 2016 und 2017 für Orlando Pride, 2018 für Seattle Reign FC und 2019 nach deren Umzug für Reign FC in der NWSL, konnte mit diesen aber noch keinen Titel gewinnen.  In der Saison 2019/20 führte sie Melbourne City dann als Kapitänin zur erneuten Meisterschaft, wobei die Mannschaft nur einen Punkt abgab. Die Mannschaft qualifizierte sich damit für die zweite Austragung der AFC Women’s Club Championship, die im November 2020 ausgetragen werden soll. Im Juli 2020 erhielt sie einen Vertrag beim Arsenal Women FC. Ihren ersten Einsatz für Arsenal hatte sie beim Finalturnier der UEFA Women’s Champions League 2019/20, das wegen der COVID-19-Pandemie in den August verlegt worden war. Nach einer 1:2-Niederlage im Viertelfinale gegen Paris Saint-Germain, bei der sie in der 89. Minute eingewechselt wurde, war das Turnier aber für Arsenal beendet. Zehn Einsätze hatte sie in der UEFA Women’s Champions League 2021/22. Mit Siegen gegen Oqschetpes Kökschetau (4:0), PSV Eindhoven (3:1) und Slavia Prag (3:0 und 4:0) hatte sich Arsenal für die erstmals ausgetragene Gruppenphase qualifiziert. In dieser wurden sie hinter Vorjahressieger FC Barcelona Zweite, da sie den direkten Vergleich gegen die punktgleiche TSG 1899 Hoffenheim mit 4:0 und 1:4 gewonnen hatten. Beim 5:1-Sieg gegen HB Køge erzielte sie ihr erstes Tor für Arsenal zur 1:0-Führung. Im Viertelfinale trafen sie auf die Frauen des VfL Wolfsburg. Nach einem 1:1 im Heimspiel wurde das Rückspiel mit 0:2 verloren. Für die Gruppenphase der UEFA Women’s Champions League 2022/23 konnte sich Arsenal durch ein 2:2 im Heimspiel und einen 1:0-Auswärtssieg gegen Ajax Amsterdam qualifizieren und konnte sich in dieser als Gruppensieger für die K.-o.-Runde qualifizieren.

### Nationalmannschaft
Catley lief für die australischen Nachwuchsnationalmannschaften in den Altersklassen U17 und U20 auf. Am 24. Juni 2012 debütierte sie in einem Spiel gegen Neuseeland in der A-Nationalmannschaft und schoss am 22. November 2012 gegen Hongkong ihr erstes Länderspieltor.
Im Turnier um die Asienmeisterschaft 2014 wurde sie in zwei Gruppenspielen sowie im Halbfinale und Finale eingesetzt. Durch eine 0:1-Niederlage gegen Weltmeister Japan verloren die Australierinnen ihren 2010 gewonnenen Titel, hatten sich aber durch den Halbfinaleinzug für die WM 2015 qualifiziert.
Bei der WM 2015 kam sie in den fünf Spielen zum Einsatz und verpasste keine Minute. Mit einer 0:1-Niederlage gegen Titelverteidiger Japan im Viertelfinale endete die WM für die Australierinnen, wie das Finale der Asienmeisterschaft.
Revanchieren konnten sie sich dann beim Qualifikationsturnier für die Olympischen Spiele 2016, wo sie die Japanerinnen mit 3:1 besiegten und sich für die Olympischen Spiele qualifizierten, wogegen die Japanerinnen die Spiele verpassten. In Brasilien wurde sie in den Gruppenspielen und im Viertelfinale gegen die Gastgeberinnen eingesetzt. Das Halbfinale wurde nur durch eine Niederlage im Elfmeterschießen gegen die Brasilianerinnen verpasst. Bei diesem stand sie aber nicht mehr auf dem Platz, da sie nach 20 Minuten ausgewechselt wurde.

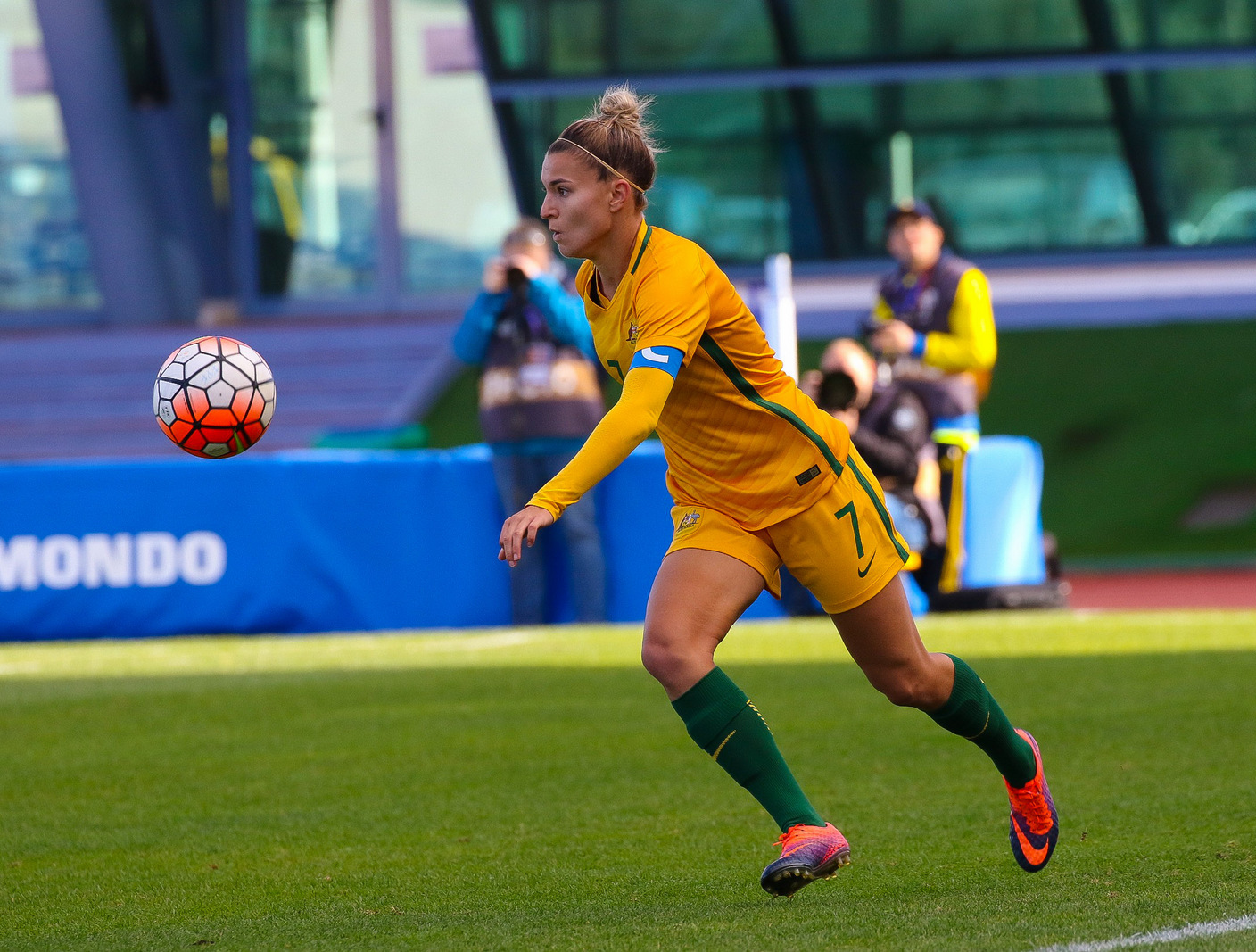
Catley beim Algarve-Cup 2017

Bei der Fußball-Asienmeisterschaft der Frauen 2018 wurde sie in den Gruppenspielen gegen Südkorea und Japan sowie im Finale gegen Japan eingesetzt, wovon die Australierinnen keins gewinnen konnten. Durch einen Sieg gegen Vietnam hatten die Australierinnen aber das Halbfinale erreicht und sich damit für die WM 2019 qualifiziert, für die sie am 14. Mai 2019 nominiert wurde. Sie kam im ersten Spiel gegen Italien zum Einsatz, das durch ein Tor in der fünften Minute der Nachspielzeit mit 1:2 verloren wurde. Nach Siegen gegen Brasilien und Jamaika, bei denen sie auch eingesetzt wurde, erreichten die Australierinnen als Gruppenzweite das Achtelfinale. Hier trafen sie auf Ex-Weltmeister Norwegen. Da es nach 120 Minuten 1:1 stand, kam es zum Elfmeterschießen, in dem sie als einzige australische Spielerin ihren Elfmeter verwandeln konnte. Da ihre Torhüterin aber keinen halten konnte, schieden die Matildas aus.
In der erfolgreich absolvierten Qualifikation für die Olympischen Spiele 2020 kam sie in vier von fünf Spielen zum Einsatz.
Am 1. Juli 2021 wurde sie für die wegen der COVID-19-Pandemie um ein Jahr verschobenen Olympischen Spiele nominiert. Bei den Spielen spielte sie allen sechs Spielen ihrer Mannschaft jeweils über die volle Distanz. Die Australierinnen wurde Vierte und erreichten damit ihre bisher beste Platzierung bei einem interkontinentalen Turnier.
Im Januar 2022 wurde sie für die Asienmeisterschaft in Indien nominiert. Beim Turnier kam sie in den vier Spielen der Matildas zum Einsatz. Im Viertelfinale gegen Südkorea bestritt sie ihr 100. Länderspiel und führte daher ihre Mannschaft als Kapitänin aufs Feld, schied aber mit ihrer Mannschaft nach einer 0:1-Niederlage aus.
Am 3. Juli 2023 wurde sie für die WM-Endrunde in ihrer Heimat nominiert, kam in jedem der sieben Spiele ihres Teams zum Einsatz, verpasste dabei keine Minute und wurde mit ihrer Mannschaft nach einer 0:2-Niederlage gegen die Schwedinnen im Spiel um Platz 3 Vierte. In den ersten fünf Spielen führte sie ihre Mannschaft als Kapitänin aufs Feld, da Sam Kerr verletzungsbedingt zunächst nicht eingesetzt wurde.  Als Kerr im Viertelfinale gegen Frankreich eingewechselt wurde, übergab Catley ihr die Kapitänsbinde. Sie erzielte zwei Tore während des Turniers per Strafstoß, zunächst den 1:0-Siegtreffer im ersten Gruppenspiel gegen Irland und dann das Tor zum 4:0-Endstand gegen Kanada im letzten Gruppenspiel. Im Elfmeterschießen gegen Frankreich war sie aber die erste Fehlschützin ihrer Mannschaft.
Bei den Olympischen Spielen 2024 schied sie mit ihrer Mannschaft nach Niederlagen gegen Deutschland und die USA sowie einem 6:5-Sieg gegen Sambia nach 2:5-Rückstand, bei dem sie zwei Tore erzielte, nach der Vorrunde aus.

## Erfolge und Auszeichnungen
- 2012, 2013: U-20-Spielerin des Jahres der Football Federation Australia
- 2013/14: Australische Meisterschaft (Melbourne Victory)
- 2015/16, 2016/17, 2017/18, 2019/2020: Australische Meisterschaft (Melbourne City FC)
- 2017: Gewinn des Tournament of Nations
- 2019 und 2023: Gewinn des Cup of Nations
- 2023 und 2024: Gewinn des Liga-Pokals (Arsenal)